# تشارلز فرانسيس آدمز الثالث
تشارلز فرانسيس آدمز الثالث (بالإنجليزية: Charles Francis Adams III) (و. 1866 – 1954 م) هو سياسي، ومحام من الولايات المتحدة الأمريكية ولد في كوينسي، ماساتشوستس.
وهو عضو في الحزب الجمهوري .

## التعليم
تعلم في كلية هارفارد للحقوق، وجامعة هارفارد.